# Katarina Erlingson
Katarina Erlingson, född 1 juli 1962, är en före detta centerpartistisk politiker och tidigare regionråd i Region Skåne
. Under sin tid i Region Skåne var hon ansvarig för personalfrågor. 
2015 startade Erlingson ett eget konsultföretag som avvecklades 2021. Hon är sedan 2021 anställd som ledarskribent på Hallands Nyheter.
Erlingson har en fil kand från Lunds Universitet. Hon är dotter till Erling Johansson (1930-2017), före detta centerpartistiskt landstingsråd i Halland, och syster till Henrik Erlingson, före detta centerpartistiskt kommunråd i Hylte kommun. Hon är gift med den före detta politikern och förbundskaptenen i handboll, Caj-Åke Andersson.

## Uppdrag iRegion Skåne
- Regionråd
- Ordförande i personalberedningen
- Ersättare i regionstyrelsens arbetsutskott
- 1:e vice ordförande i regionstyrelsen
- Ledamot i regionfullmäktige

## Tidigare yrken
- Journalist
- Lärare
- Utredningssekreterare
- Trafikplanerare
- Kvalitetssamordnare

## Tidigare uppdrag utanför politiken
- 1:e vice ordförande Förbundet Vi Unga
- Ordförande i Föreningen för Samhällsplanering Södra Sverige
- Styrelseledamot för Humanisterna